# Arauca (Colombia)
Arauca, in passato Villa de Santa Bárbara de Arauca, è un comune della Colombia, capoluogo del dipartimento omonimo.
Il centro abitato venne fondato da Juan Isidro Daboin nel 1780.